# Senostoma longimentum
Senostoma longimentum är en tvåvingeart som beskrevs av Barraclough 1992. Senostoma longimentum ingår i släktet Senostoma och familjen parasitflugor. Inga underarter finns listade i Catalogue of Life.